# Aston Martin Vantage (1972)
Pour les articles homonymes, voir Aston Martin Vantage.
L'Aston Martin Vantage (parfois appelée AM Vantage), introduite en mai 1972 et produite pendant un an, est le dernier modèle Aston Martin à être équipé du 6-cylindres à double arbre à cames en tête conçu par Tadek Marek. Ce modèle était la suite de la DBS Vantage. À la suite de la vente d'Aston Martin en janvier 1972 à Company Developpement par David Brown, les nouveaux propriétaires d'AML (Aston Martin Lagonda) ne pouvant plus utiliser les initiales DB pour David Brown ont simplement conservé le nom de Vantage pour ce modèle qui remplaçait la DBS Vantage et V8 pour le modèle de moteur éponyme remplaçant la DBS V8.

## Présentation
Les modifications par rapport à la DBS Vantage sont les mêmes que pour les modèles équipés du moteur V8 à injection Bosh, principalement l'adoption d'une face avant à deux phares qui ne sont plus intégrés dans la grille de calandre.
Sur le point de vue technique le moteur est identique à celui de la DBS mais l'abre à cames a été modifié afin de gagner un peu en performance. La voiture est également plus légère qu'une DBS classique.
La voiture ne sera retirée au bout d'un an de production car la Vantage n'apportait pas grand chose en plus par rapport à la DBS. Et les clients préféraient plutôt acheter l'Aston Martin V8 qui était mieux motorisé.
Fait étrange pour la marque, comme pour la DBS Vantage et pour la première fois, le terme Vantage ne désignait plus le modèle le plus puissant de la gamme comme auparavant. Les précédents modèles prenaient la dénomination Vantage lorsqu'ils étaient plus puissants que le modèle « standard ». Ceci sera vrai de nouveau avec les modèles suivants, V8 Vantage de 1977 à 1989, Vantage à double compresseur dans les années 1990 et DB7 Vantage.
Aujourd'hui, le modèle V8 Vantage est plutôt le modèle d'entrée de gamme de la marque à comparer aux modèles équipés de V12 comme la DB9, la DBS et la Virage.
Le moyen d'identifier l'AM Vantage est simple, c'est le seul modèle à deux phares équipé des traditionnelles jantes fils et c'est aussi le dernier modèle avec ces jantes. La production de ce modèle a duré à peine plus d'un an, de mai 1972 à juillet 1973. Malgré sa rareté, l'AM Vantage est un excellent choix comme accès au monde Aston Martin de l'ère pré-Ford avec un budget limité (cependant, le prix du modèle monte aussi sûrement que pour la DBS).
Ce modèle permet d'accéder au monde des vraies automobiles de grand tourisme, elle est raffinée et puissante et conserve tout le charme anglais du 6-cylindres légendaire ayant permis à la marque de gagner au Mans en 1959 (en version trois litres dans la DBR1).
Le moteur de l'AM Vantage est virtuellement identique à celui de la DB5 en version Vantage, tous les modèles produits (sauf deux exemplaires équipés de trois carburateurs SU), sont équipés des trois carburateurs Weber qui lui donnent ce bruit caractéristique. Et à l'avantage de ce modèle, le prix de vente actuel est environ le sixième d'une DB5 en état similaire et si les prix de la DB5 augmentent, ceux de l'AM Vantage suivent au même rythme.